# ブラッド・スティーブンス
ブラッドリー・ケント・スティーブンス（Bradley Kent Stevens 1976年10月22日 - ） はアメリカ合衆国インディアナ州インディアナポリス出身のプロバスケットボール指導者。2021年までNBAのボストン・セルティックスでヘッドコーチを務め、同年よりGMを務める。

## 経歴
デポー大学を1999年に卒業後、バトラー大学でコーチとしてのキャリアを開始しアシスタントコーチを6年務め2007年ヘッドコーチとなり、6年間指揮を執り、2009年、2010年にはゴードン・ヘイワードを擁し、NCAAトーナメントで2年連続で決勝進出に導いた。2013年、ボストン・セルティックスのヘッドコーチに就任。2015-16シーズンは48勝34敗の好成績を残し、2017年2月3日には、NBAオールスターゲームのイースタンカンファレンスのヘッドコーチに選出された。同年はセルティックスを2012年以来の地区優勝に導いた。